# Ospedale Nuovo Regina Margherita
Il Nuovo Regina Margherita è un ospedale storico di Roma, le cui origini risalgono al X secolo.

## Storia
Il nucleo originario fu fondato nel X secolo come ospedale annesso al monastero e alla Chiesa dei Santi Cosma e Damiano (nomi poi contratti in "Cosimato"), due fratelli medici che curavano gratuitamente i poveri e martirizzati sotto Diocleziano nel IV secolo. Il monastero venne terminato nel 1069, come testimoniato dalla lapide qui conservata.
Nel XIII secolo il complesso fu affidato alla gestione dei monaci benedettini camaldolesi e in seguito, già dopo pochi anni (nel 1233), alle "poverelle" seguaci di Santa Chiara d'Assisi (Clarisse). Nel 1246 la comunità ebbe la sua prima badessa, Jacopa Cenci, la cui famiglia ristrutturò il complesso. Nel XV secolo Sisto IV ricostruì parte della struttura.
Nel 1881 Maria Velleda Farnè, seconda laureata del Regno d'Italia, venne nominata medichessa onoraria dell'ospedale.
Nel 1891 venne soppressa la struttura conventuale, mantenendo la funzione di ospedale e centro di assistenza.
Alla fine del XIX secolo venne creato un reparto pediatrico per bambini poveri, che fungeva anche da centro di formazione per famiglia, su iniziativa del medico igienista Angelo Celli, attività continuata poi dalla moglie, Anna Fraenzel.
Nel 1905 la struttura si dotò di un sanatorio.
Durante la Prima guerra mondiale e in seguito, anche i soldati austro-ungarici malati erano ricoverati in questo ospedale. Alcuni dei morti sono oggi sepolti nella cripta di Santa Maria dell'Anima a Roma.
Nel 1930 venne creato all'interno del complesso l'Ospizio Umberto I, dove in precedenza sorgeva il teatro "Pietro Cossa" (costruito in parte in legno e in parte in muratura, dalla capienza di 800 posti).
Il 29 marzo 1970 venne inaugurato, dopo alcuni anni di ristrutturazione e modernizzazione ad opera dell'architetto Giuseppe Alegiani e dell'ingegnere Sacchi, con il nome "Nuovo Regina Margherita".
Nel 2019 viene inaugurata una "casa della salute" all'interno della struttura; nel 2021 viene inaugurata una "piattaforma multispecialistica" per la presa in carico dei malati cronici.